# Pour l'amour de Lisa
Pour l'amour de Lisa (France) ou Le père qui en savait trop peu (Québec) (The Dad Who Knew Too Little) est le 8e épisode de la saison 14 de la série télévisée d'animation Les Simpson.

## Épisode
Pour son anniversaire, Lisa désire un Turbo Journal, un journal intime qui ne s'ouvre que devant son propriétaire. Lorsqu'Homer se rend au magasin, il apprend que le dernier a été acheté par Burns. Il se rabat donc sur une cassette vidéo où un montage fait en sorte que Lisa soit l'actrice doublée par Homer.
En visionnant la cassette le jour de son anniversaire, Lisa se rend compte que son père ne connaît rien d'elle, ce qui la fâche avec lui. Homer essaie de la connaître mais Lisa ne fait rien pour l'aider, c'est pourquoi il fait appel à un détective privé afin de l'espionner : Dexter Colt. Le plan d'Homer marche parfaitement puisque sa fille l'aime à nouveau mais lorsque se pose le problème de payer le détective, Homer prend la fuite.
Le lendemain, au journal télévisé, la famille Simpson découvre que Lisa est victime d'un coup monté car un laboratoire a été vandalisé et les indices semblent faire de Lisa la coupable. Lorsque la police se présente pour l'arrêter, Homer prend la fuite avec sa fille, se sentant responsable de ne pas avoir payé Dexter. Homer en profite alors pour avouer la vérité à Lisa et, quand la police les retrouve, ils prennent de nouveau la fuite. Ils découvrent alors que Dexter a vendu les animaux du laboratoire à un cirque itinérant et quand ils veulent dénoncer le détective véreux à la police, celui les en empêche. Dans sa lutte contre Dexter, Lisa se rend compte que son père la connaît un peu et l'aide à faire coffrer Dexter.